# Agistri
Agistri (tiếng Hy Lạp: ?) là một khu tự quản ở vùng Attiki, Hy Lạp. Khu tự quản Agistri có diện tích 13 km², dân số theo điều tra ngày 18 tháng 3 năm 2001 là 886 người.